# Trichophora rufina
Trichophora rufina är en tvåvingeart som beskrevs av Wulp 1888. Trichophora rufina ingår i släktet Trichophora och familjen parasitflugor.
Artens utbredningsområde är Costa Rica. Inga underarter finns listade i Catalogue of Life.